# Jean-Paul Martinon
Pour les articles homonymes, voir Martinon.
Jean-Paul Martinon, né le 7 janvier 1963 à Chicago, est un philosophe américain. 

## Biographie
Neveu de la peintre et résistante France Audoul et fils du chef d'orchestre et compositeur Jean Martinon, il étudie les relations internationales à l'Institut des hautes études internationales où il obtient une maîtrise en 1988 puis est docteur de l'Université de Reading en 2001. Chargé de cours à la Goldsmiths (2001), il est nommé Reader (en) en 2013.
Entre 1991 et 1998, il est conservateur et cofondateur de la fiducie artistique indépendante « Rear Window », qui a organisé des événements artistiques et des conférences dans des lieux temporaires à travers Londres. Son intérêt pour la théorie et la philosophie de la conservation l'a amené à cocréer avec Irit Rogoff (en) le programme de doctorat en conservation / connaissances de la Goldsmiths. Son travail dans ce domaine comprend la publication de la collection « The Curatorial: A Philosophy of Curating ».

## Philosophie
Le travail philosophique de Martinon se concentre sur l'éthique, le temps et la temporalité. Il étudie la futurité avec Jean-Luc Nancy, Jacques Derrida et Catherine Malabou, et la relation entre la masculinité et le temps référençant principalement le travail d'Emmanuel Levinas (La fin de l'homme). Ses essais couvrent un large éventail de sujets contemporains, des questions de race et d'universalité à la naissance du langage, l'interdiction du meurtre et le rôle de l'intuition dans l'œuvre de Karl Marx.
En outre, il est particulièrement attaché à la philosophie africaine, dont les travaux de Valentin Mudimbe et des penseurs rwandais contemporains. Ses essais dans ce domaine portent sur le potentiel de la pensée africaine à perturber l'hégémonie des paradigmes occidentaux. Sa monographie, After « Rwanda » est le premier livre de philosophie axé sur les questions d'éthique après le génocide des Tutsi au Rwanda de 1994.

## Œuvres
- 1995 : Swelling Grounds: A History of Hackney Workhouse, Rear Window  (ISBN 0952104040)
- 2007 : On Futurity: Malabou, Nancy and Derrida, Palgrave  (ISBN 9780230222977)
- 2013 : After « Rwanda »: In Search of a New Ethics, Rodopi  (ISBN 9789042037113)
- 2013 : The Curatorial: A Philosophy of Curating, Bloomsbury  (ISBN 9781472525604)
- 2013 : The End of Man, Punctum  (ISBN 9780615766782)
- 2020 : Curating As Ethics, University of Minnesota Press  (ISBN 9781452962573)